# Jan Biegański (piłkarz)
Jan Biegański (ur. 4 grudnia 2002 w Gliwicach) – polski piłkarz, występujący na pozycji środkowego pomocnika w polskim klubie Pogoń Szczecin.

## Kariera klubowa
W 2015 roku dołączył do akademii GKS Tychy. W 2018 roku został przesunięty do pierwszej drużyny. Zadebiutował 14 maja 2018 w meczu I ligi przeciwko Rakowowi Częstochowa (0:3). 24 listopada 2018 został najmłodszym kapitanem w historii GKS Tychy, mając 15 lat i 355 dni, gdy w 87. minucie meczu I ligi z GKS Katowice zmienił ówczesnego kapitana Łukasza Grzeszczyka. Pierwszą bramkę zdobył 27 czerwca 2020 w meczu ligowym przeciwko Olimpii Grudziądz (2:4).
1 stycznia 2021 podpisał kontrakt z Lechią Gdańsk. Zadebiutował 30 stycznia 2021 w meczu Ekstraklasy przeciwko Jagiellonii Białystok (0:2). Nie mogąc zapewnić sobie regularnego miejsca w składzie pod wodzą trenera Tomasza Kaczmarka, 26 sierpnia 2022 roku został wypożyczony do GKS Tychy do końca sezonu. Po udanym okresie gry w poprzednim klubie oraz występach w reprezentacji młodzieżowej, powrócił do zespołu 23 listopada 2022 roku. Następnie, w ostatnim dniu zimowego okna transferowego w Polsce, 22 lutego 2023 roku, ponownie wypożyczono go do Tych, tym razem do końca sezonu 2022/2023.
16 sierpnia 2024 roku Biegański przeniósł się do tureckiego klubu Sivassporu, podpisując trzyletni kontrakt.
14 lipca 2025 przeniósł się do Pogoni Szczecin. W drużynie Dumy Pomorza występuje z numerem 6.

## Kariera reprezentacyjna
W marcu 2021 roku otrzymał powołanie do reprezentacji Polski U-21. Zadebiutował 26 marca 2021 w meczu towarzyskim przeciwko Arabii Saudyjskiej U-20 (7:0).

## Statystyki

### Klubowe
(aktualne na dzień 30 maja 2024)
| Klub               | Sezon              | Liga               | Liga  | Liga   | Puchar kraju | Puchar kraju | Suma  | Suma   |
| Klub               | Sezon              | Liga               | Mecze | Bramki | Mecze        | Bramki       | Mecze | Bramki |
| ------------------ | ------------------ | ------------------ | ----- | ------ | ------------ | ------------ | ----- | ------ |
| GKS Tychy          | 2017/18            | I liga             | 2     | 0      | 0            | 0            | 2     | 0      |
| GKS Tychy          | 2018/19            | I liga             | 1     | 0      | 0            | 0            | 1     | 0      |
| GKS Tychy          | 2019/20            | I liga             | 8     | 2      | 1            | 0            | 8     | 2      |
| GKS Tychy          | 2020/21            | I liga             | 12    | 0      | 1            | 0            | 13    | 0      |
| GKS Tychy (wyp.)   | 2022/23            | I liga             | 20    | 3      | 1            | 0            | 20    | 3      |
| Ogólnie            | Ogólnie            | Ogólnie            | 42    | 5      | 3            | 0            | 45    | 5      |
| Lechia Gdańsk      | 2020/21            | Ekstraklasa        | 13    | 0      | 0            | 0            | 13    | 0      |
| Lechia Gdańsk      | 2021/22            | Ekstraklasa        | 14    | 0      | 2            | 0            | 16    | 0      |
| Lechia Gdańsk      | 2022/23            | Ekstraklasa        | 4     | 0      | 0            | 0            | 4     | 0      |
| Lechia Gdańsk      | 2023/24            | I liga             | 14    | 1      | 0            | 0            | 14    | 1      |
| Ogólnie            | Ogólnie            | Ogólnie            | 45    | 1      | 2            | 0            | 45    | 1      |
| Ogólnie w karierze | Ogólnie w karierze | Ogólnie w karierze | 87    | 6      | 5            | 0            | 92    | 6      |

### Reprezentacyjne
(aktualne na dzień 17 października 2023)
| Reprezentacja | Rok     | Mecze | Bramki |
| ------------- | ------- | ----- | ------ |
| Polska U-21   |         |       |        |
| 2021          | 2       | 0     |        |
| 2022          | 2       | 0     |        |
| 2023          | 8       | 0     |        |
| 2024          | 1       | 0     |        |
| Ogólnie       | Ogólnie | 13    | 0      |

| Mecze i gole w reprezentacji | Mecze i gole w reprezentacji | Mecze i gole w reprezentacji | Mecze i gole w reprezentacji | Mecze i gole w reprezentacji | Mecze i gole w reprezentacji | Mecze i gole w reprezentacji | Mecze i gole w reprezentacji               |
| Lp.                          | Data                         | Miejsce                      | Gospodarz                    | Gość                         | Wynik                        | Gol                          | Rozgrywki                                  |
| ---------------------------- | ---------------------------- | ---------------------------- | ---------------------------- | ---------------------------- | ---------------------------- | ---------------------------- | ------------------------------------------ |
| 1.                           | 26.03.2021                   | San Pedro del Pinatar        | Polska U-21                  | Arabia Saudyjska U-20        | 7:0                          |                              | Mecz towarzyski                            |
| 2.                           | 29.03.2021                   | San Pedro del Pinatar        | Austria U-21                 | Polska U-21                  | 2:0                          |                              | Mecz towarzyski                            |
| 3.                           | 17.11.2022                   | Pula                         | Chorwacja U-21               | Polska U-21                  | 3:1                          |                              | Mecz towarzyski                            |
| 4.                           | 21.11.2022                   | Medulin                      | Polska U-21                  | Turcja U-21                  | 3:2                          |                              | Mecz towarzyski                            |
| 5.                           | 24.03.2023                   | Belek                        | Polska U-21                  | Austria U-21                 | 0:0                          |                              | Mecz towarzyski                            |
| 6.                           | 27.03.2023                   | Belek                        | Polska U-21                  | Albania U-21                 | 2:0                          |                              | Mecz towarzyski                            |
| 7.                           | 15.06.2023                   | Warszawa                     | Polska U-21                  | Finlandia U-21               | 1:1                          |                              | Mecz towarzyski                            |
| 8.                           | 19.06.2023                   | Podgorica                    | Czarnogóra U-21              | Polska U-21                  | 1:2                          |                              | Mecz towarzyski                            |
| 9.                           | 08.09.2023                   | Płock                        | Polska U-21                  | Kosowo U-21                  | 3:0                          |                              | Eliminacje młodzieżowych mistrzostw Europy |
| 10.                          | 10.09.2023                   | Tallin                       | Estonia U-21                 | Polska U-21                  | 0:1                          |                              | Eliminacje młodzieżowych mistrzostw Europy |
| 11.                          | 12.10.2023                   | Koszyce                      | Słowacja U-21                | Polska U-21                  | 2:2                          |                              | Mecz towarzyski                            |
| 12.                          | 17.10.2023                   | Stalowa Wola                 | Polska U-21                  | Estonia U-21                 | 5:0                          |                              | Eliminacje młodzieżowych mistrzostw Europy |
| 13.                          | 17.11.2024                   | San Pedro del Pinatar        | Polska U-21                  | Islandia U-21                | 1:2                          |                              | Mecz towarzyski                            |

## Życie prywatne
Brat Aleksandra Biegańskiego, który również został piłkarzem (zm. 10 stycznia 2025), oraz Dawida Biegańskiego.